# Lars Salvius-priset
Lars Salviuspriset utdelas sedan 1991 årligen av Lars Salviusföreningen till "personer eller organisation/institution som gjort betydande och framstående insatser inom vetenskaplig och populärvetenskaplig kommunikation". 
Prissumman är 100 000 kronor. Priset kan delas mellan två eller flera personer och kan delas ut till institutioner och organisationer.

## Pristagare
- 1991 Sven Lidman
- 1992 Hans Furuhagen
- 1993 Kerstin Fredga, astronom och generaldirektör vid Rymdstyrelsen
- 1994 Anders Björnsson
- 1995 Ann Marie Israelsson, museichef vid Teknikens hus i Luleå
- 1996 Annagreta Dyring och Eric Dyring, vetenskapsjournalister
- 1997 Ingemar Franzén, tecknare på Ny Teknik
- 1998 Solveig Ståhl, vetenskapsjournalist vid Lunds universitet
- 1999 Helge Skoog
- 2000 Gunnar Bjursell, initiativtagare till Vetenskapsfestivalen
- 2001 Hans-Uno Bengtsson, fysiker vid Lunds universitet
- 2002 Klas Fresk vid Tom Tits Experiment i Södertälje
- 2003 Catharina Grünbaum och Lars-Gunnar Andersson
- 2004 Jan Hjärpe, islamolog vid Lunds universitet
- 2005 Forskning & Framsteg (tidskrift)
- 2006 Bert Bolin och Christian Azar
- 2007 Bengt Gustafsson, astrofysiker vid Uppsala universitet
- 2008 Karin Johannisson, professor i idé- och lärdomshistoria vid Uppsala universitet
- 2009 Hugo Lagercrantz, professor i pediatrik, särskilt neonatologi vid Karolinska Institutet
- 2010 P3 Dokumentär
- 2011 Johan Nilsson, upphovsman till Artportalen
- 2012 Sverker Sörlin
- 2013-2014 Nina Björk
- 2015 Agnes Wold
- 2016 Siv Strömquist
- 2017 Torbjörn Åkerstedt
- 2018 Yvonne Hirdman
- 2019 "Under strecket", Svenska Dagbladet
- 2020 Vetenskap & Allmänhet
- 2021 Bodil Jönsson
- 2022 Wikimedia Sverige
- 2023 Magnus Linton